# 柳家枝太郎
柳家 枝太郎（やなぎや えだたろう）は落語家の名跡。元々は上方落語の名跡であった桂枝太郎と混合されやすいが別の名跡。現在は空位。
- 初代柳家枝太郎 - 後∶四代目柳亭左楽
- 二代目柳家枝太郎 - 後∶五代目柳亭左楽
- 三代目柳家枝太郎 - 後∶三代目三遊亭金朝
- 四代目柳家枝太郎 - 本項にて記述

四代目 柳家 枝太郎（やなぎや えだたろう、1876年10月3日 - 1945年5月26日）は、音曲師。息子は八代目春風亭柳枝。

## 経歴
- 最初は1900年8月に初代三遊亭圓右の門で右左喜を名乗り、同年に初高座。
- その後4代目柳亭左楽の門で茶楽となる。
- 1907年ころに4代目枝太郎を襲名する。
- 大正時代に入り、睦会に所属し活躍したが55歳の時に脳溢血でそのまま高座を退いた。左楽の襲名を期待されたが音曲師だったために継ぐことはなかった。
- 1945年4月12日に空襲で神明町の家が焼け、一時知人の代々木幡ヶ谷に越して来たが5月25日の最後の東京大空襲の夜に米軍の焼夷弾が息子（8代目柳枝）の留守を守る枝太郎一家を直撃し戦災死した。

墓が文京区の常徳寺にある。戒名は天楽院応誉即信居士。

## 人物
十八番は「両国の大津絵」。客から「両国！」「両国やれ！」と声が掛かり、他にネタをやらせてもらえなかったほどであった。